# フランス国内軍
フランス国内軍 （フランス語: Forces françaises de l'intérieur, 略称 FFI）は、第二次世界大戦後期にフランス国内のレジスタンス勢力を再編して編成された民兵/準軍事組織である。

## 概要
1944年6月6日に連合軍によるノルマンディー上陸作戦が成功した後、フランス国民解放委員会の要請により、連合国遠征軍最高司令部（SHAEF）は約20万人のフランスのレジスタンス勢力をマリー＝ピエール・ケーニグ将軍の元に統一し、自由フランス軍の指揮下に置く事を計画した。1944年6月23日に、SHAEF最高司令官のドワイト・D・アイゼンハワーはケーニグによるフランス国内軍（FFI）の指揮権を承認した。
FFIの構成員の多くはレジスタンスとして活動していた者達であったが、元フランス軍の軍人も多く含まれていた。彼らは様々な戦闘服や私服を身に着け、FFIの文字の入った腕章を身に着けていた。
ジョージ・パットン将軍は、FFIの助けがなければフランス国内でのスムーズな進軍は不可能だったと語っている。また、アレクサンダー・パッチ将軍は、8月15日にドラグーン作戦で上陸した米軍部隊が9月11日にディジョンに到達するまでのFFIによる働きは、フルサイズの歩兵師団4個分に相当すると語っている。アメリカ合衆国の公式戦争記録にも、「FFIは橋を占領し、連合軍が近づくと村や町を解放し、現地のドイツ軍部隊の情報を収集し、連合軍の進軍を助けた。」と記載されている。
自由フランスの指導者であるシャルル・ド・ゴールにとって、FFIの活躍は頼もしいものであったが、同時に政治的な緊張を孕むものでもあった。8月のパリ解放の後、FFIの戦闘員による不法行為が明らかになり、目的を失った準軍事組織（民兵）の危険性が明らかとなた。ドゴールはフランスが国家として復権するには統一された権力と政府軍が必要と考え、FFIについても完全にフランス正規軍に統合し、組織としては解散（消滅）させるべきと考えていた。一方FFIの中には、自分たちがフランス解放で果たした役割の大きさから、戦後もフランス国内で一定の勢力を維持すべきと考える者もあった。フランス国内の主要都市でドゴール側とFFI側との緊迫した会談が何度も行われ、最終的にFFI側がドゴール側の提示した「FFIの構成員は一般市民に戻るかフランス正規軍に編入されるか」という方針を大筋で受け入れた。
1944年10月から1945年3月までの間に、FFIの部隊はフランス陸軍に統合再編された。最終的に68個の歩兵連隊および准旅団、2個の特殊部隊大隊、20個の軽歩兵大隊および偵察大隊、1個戦車大隊、16個砲兵連隊、2個対空砲兵連隊、5個工兵連隊と3個施設連隊がFFIの人員を元に編成された。

## 装備

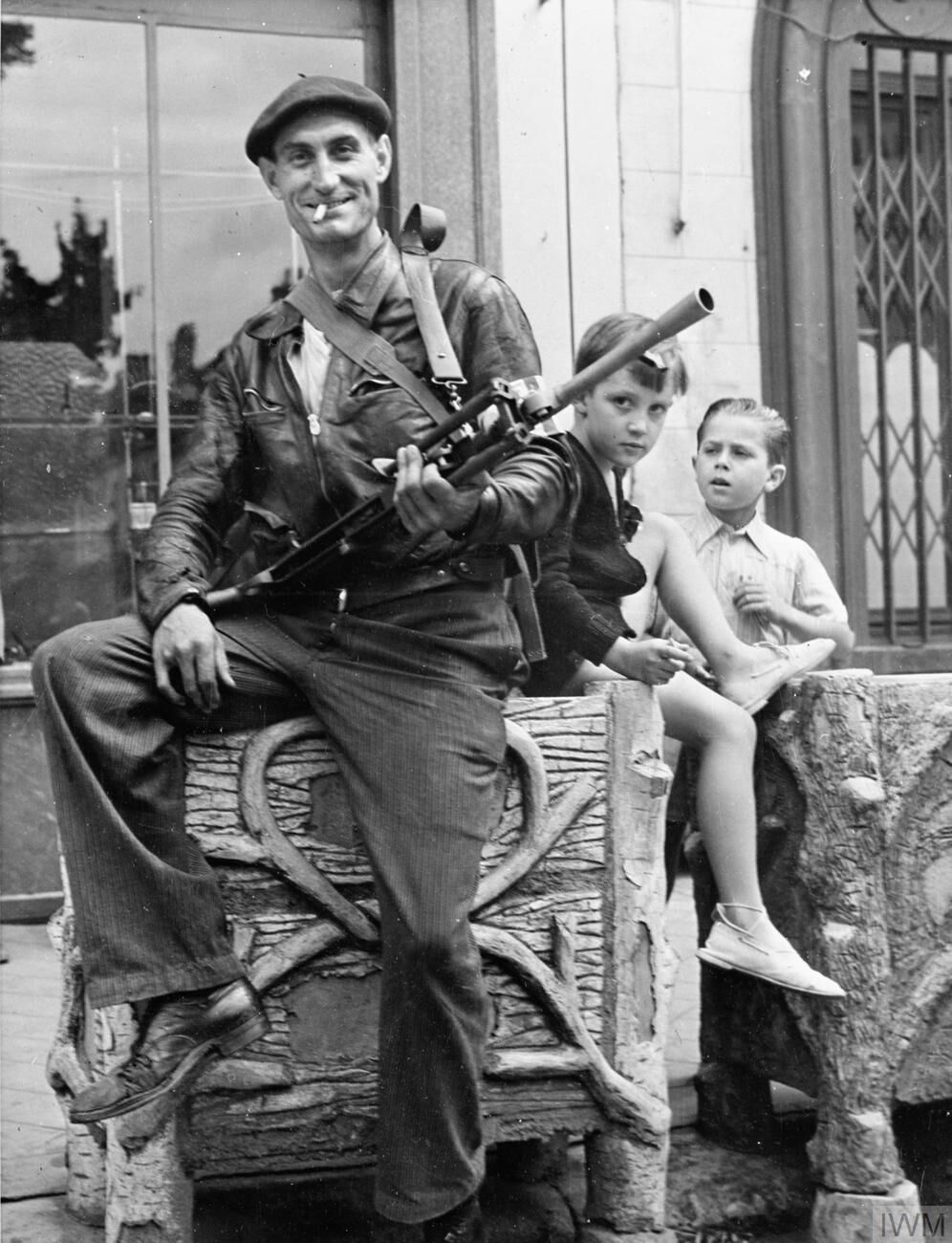
ブレン軽機関銃を持つFFIの戦闘員

FFIの装備は非常に多種多様であった。イギリス空軍は特殊作戦執行部と協力してイギリス製の銃火器類をパラシュート投下でFFIの戦闘員に供給し、これらを用いてドイツ軍部隊を攻撃したFFIのメンバーは、ドイツ軍から鹵獲した銃器も同様に自分たちの物として使用した。一方でFFIはアメリカ軍が公式に支援する部隊とはなっていなかったため、自由フランス軍の正規部隊とは異なり、アメリカ製の装備品や銃火器を公式に供給されるシステムにはなっていなかった、このためFFIの戦闘員は様々な軍服や戦闘服を身に着け、ドイツ製・イギリス製・アメリカ製そしてフランス製の様々な銃火器を装備して戦っていた。この状況は、弾薬の補給やメンテナンスという点では戦闘員に困難を強いることになった。
何種類かの装甲戦闘車両もFFIによって運用された。イギリス軍から供与されたクロムウェル巡航戦車150両、およびドイツ軍から鹵獲したIV号戦車やパンター、ティーガーIなど44両（このうち12両はパンター）などが主に使用され、中にはキャバリエ巡航戦車12両を受領した部隊もあった。他にアメリカ陸軍で予備装備扱いになっていたM6ファーゴなども使用された。